# Enicospilus bicoloratus
Enicospilus bicoloratus là một loài tò vò trong họ Ichneumonidae.